# Michael Glawogger
Michael Glawogger (ur. 3 grudnia 1959 w Grazu, zm. 23 kwietnia 2014 w Monrovii) – austriacki reżyser, scenarzysta i operator filmowy. Wielokrotnie nagradzany twórca filmów dokumentalnych.

## Życiorys
W latach 1981–82 studiował na uczelni San Francisco Art Institute, a następnie w latach 1983-89 - na Akademii Filmowej w Wiedniu. Pracę w branży filmowej zaczynał jako operator przy wczesnych produkcjach reżysera Ulricha Seidla, m.in. przy Zwierzęcej miłości (1996) i Upałach (2001). 
Chociaż tworzył też kino fabularne (np. Najlepszy kontakt, 2009; Gra w ojca, 2009), to zasłynął przede wszystkim jako autor cenionych filmów dokumentalnych, prezentujących ludzi pozostawionych na marginesie globalizującego się świata przełomu XX i XXI wieku. Największe uznanie zdobyła jego dokumentalna trylogia: Megamiasta (1998), Śmierć człowieka pracy (2005) i Chwała dziwkom (2011).
Reżyser zmarł na malarię w Liberii w wieku 54 lat podczas przygotowań do kolejnego filmu.